# 兀术
完顏宗弼（1090年代—1148年11月19日），女真名斡啜，一作兀朮，又名乌珠，汉姓王，名宗弼（民间常称为金兀朮）。女真皇室贵族，金太祖完顏阿骨打第四子，金国军事统帅。

## 生平

### 早年
兀术生年不详。幼年时随金太祖完颜阿骨打起兵反辽。在反辽作战之中，完颜希尹获知辽天祚帝正在鸳鸯泺一带活动，于是宗望带领兀术分兵攻打，战斗中，兀术弓箭用尽，于是抢过辽国士兵的武器，杀了八名士兵，又生擒五人，通过审问获知天祚帝在鸳鸯泺打猎。兀术经此一战，声名鹊起。
1125年宋金战争爆发，兀术随军征伐，受完颜宗望节制，宗望派遣兀术攻打汤阴县，招降守军三千余人。在强攻黄河之时，面对宋军已经焚毁浮桥，金军无法渡河的情况之下，金军将领合鲁索率领七十骑涉浅水过河，杀宋焚桥军队五百人。宗望先派遣使者吴孝民进汴京城去质询宋人背盟，然后兀术率三千轻骑威逼开封，听闻宋徽宗从开封出逃，兀术率百骑去追赶，但是没有追上，获得三千良马。金兵围开封，宋以割让太原、中山、河间三镇与金等条件求和，金军返回燕京。同年八月，宗弼再次随右副元帅宗望南下。翌年四月，金军攻下开封，徽宗、钦宗二帝降，靖康之变发生，北宋灭亡。
1127年六月，完颜宗望病卒，完颜宗辅继任右副元帅。十二月，宗辅受命平定淄、青（山东境内）抗金武装。兀术先在青州大败宋将郑宗孟数万宋军，又在临朐城大破宋将赵成率领的黄琼军，攻下临朐。宗輔回军之时，在青河遇到三万宋军袭击，兀术一马当先，杀宋军万余人。
1128年（天会六年）七月，金太宗下诏追击逃在扬州的宋高宗赵构，完颜兀术率本部随宗辅军南下。兀术首攻归德府，但因为后勤供应不足，转攻濮州。金军先锋乌林答泰欲破除宋军王善二十万军队，濮州随即被攻占，顺便招降附近五个县城。在攻打开德府时，兀术亲自领兵攻城，宋军惧其勇猛，开德被金军攻占。兀术用同样的方法攻下大名府，于是金军平定河北。

### 搜山检海，一战成名
1129年，宋高宗从扬州渡长江逃到江南，兀术分兵追击，攻打归德，金军前锋海多将从西门出来挑战的宋军击败。于是围住归德和外地的道路，将火砲架在城壕上，威胁攻城。归德军民大惧，开城投降。随后兀术派遣阿里、蒲卢浑兵至寿春，兀术后军继之。兵至寿春之时，宋安抚使马世元率官员出降。又逼降卢州和巢县。兀术率领的金军一路南下，一直打到长江北岸，金兀术军先锋当海在和州打败郦琼的一万宋军，进占和州，宗弼欲从采石矶渡江，在渡口遭到宋知太平州郭伟的阻击，一连三日均不得渡。
1129年（天会七年）十一月，完颜兀术军改由建康（今江苏南京）府西南的马家渡过江。在距离建康西边二十里的地方，宋将杜充率领步兵六万来拒战，金将鹘卢补、当海、迪虎、大抃等人对其进行合击破之。宋将陈邦光率江宁府投降。兀术留长安奴、斡里也守江宁。又派阿鲁补、斡里也别等攻占太平州、濠州及句容、溧阳等县，溯江而西，屡败张永等兵，逼降杜充。兀术亲自统率大军追击宋高宗，先后攻下湖州，逼近宋都临安（今浙江杭州），宋高宗闻临安不守，仓惶出逃跑向明州（今浙江宁波），兀术进占临安。派遣阿里、蒲卢浑率精兵四千追击。金将讹鲁补、术列速攻占越州，击败宋将周汪军。金将阿里、蒲鲁浑连破宋兵三千，渡过曹娥江。在距离明州（今浙江宁波）二十五里的地方，大破宋兵，追到明州城下。城中守军出兵，大败，宋高宗从明州出海，不久金军攻下明州。金将阿里、蒲卢浑渡海至舟山群岛的昌国县，活捉宋明州守将赵伯谔，审问赵伯谔得知宋高宗已经跑到温州附近的海域，还要从温州跑福州去。金军于是入海追击，但是金军长途奔袭，后勤供应不上，再加上不习水战，在连续遭到宋水师的进攻之后，金军放弃追击，返回北方。

### 激战黄天蕩
金军回到临安，决定班师回朝，临走之时一把火烧了临安城。金军决定从镇江渡江北还，此时韩世忠率宋朝水师截与焦山金山之间，兀术趁夜到镇江金山龙王庙侦察，险被韩世忠的伏兵俘虏。此后双方在长江上展开大战，金军因为船小，敌不过宋军的艨艟巨舰，宋金双方沿着长江且战且行，宋军将金军逼入黄天荡，金军进退无路。于是新开老鹤河故道30里，逃出黄天荡。韩世忠追至建康，以战船封锁江面。兀术张榜立赏，招人献破海船渡江策，一王姓福建人贪赏献策：海船无风不动，以火箭射其篷帆，不攻自破。兀术连夜赶制火箭。二十五日，丽日无风，韩世忠的船队停在江上不能动，兀术令将士驾小船射火箭中其篷帆，宋水师被烧死、淹死的将士不可胜数，韩世忠和少数将士在瓜步弃舟，从陆路逃回镇江。。
同年五月，金军自静安镇（今南京西北）渡江北归，北返时放火焚烧了建康城。同时在回去路上岳飞在牛首山设伏，就地取石，垒筑工事，伏击金兵。大败金兵，岳飞乘胜追击，将金兵驱逐过江，趁势收复建康 。。

### 川陕大战
兀术从江南回军之后，金国朝廷决定改变直接南下攻宋的路线，首攻川陕西，迂回包抄。1130年，金太宗调右副元帅宗辅统帅陕西诸军攻打川陕，兀术率本部奉调前往。9月，宗辅进兵洛水，以娄室、宗弼为左、右翼督统，并进合击，富平之战拉开帷幕。而当时的宋朝川陕宣抚处置使张浚也以刘锡为帅，集结了刘锜、赵哲、吴玠等将领统率的数倍于金兵的大军，以层层包围之势，与金军在富平（今陕西富平县北）展开决战。战斗中，兀术身陷重围，部将韩常眼睛被宋军弓箭射中，韩常大怒，拔下箭矢，一时间鲜血淋漓，韩常用泥土覆盖创口，然后跃马继续作战，金将完颜娄室找到了宋军的薄弱处——赵哲统率的宋军，于是以其所率的所有精锐骑兵冲击赵哲军，赵哲军一触即溃，娄室与宗弼合兵掩杀，金军士气大振，致使南宋十八万大军顷刻间土崩瓦解。金军乘胜追击，以少胜多，取得了富平之战的胜利。
富平之战之后，金军继续进攻川陕，1131年冬，兀术领兵攻打吴玠驻守的和尚原，吴玠凭险据守，金军久攻不下，于是退军，这时候宋军伏兵四起，金军且战且退。退了三十里，即将离开和尚原谷口的时候，宋军在谷口列阵，金军迎面撞上，大败。兀术“剃其须髯而去”，麾下将士死伤大半。1134年，兀术领军偷袭和尚原，击败吴璘，占领和尚原。兀术继续进军进攻仙人关，半路又被吴氏兄弟杀得大败，只好退回秦中。

### 出将入相
公元1135年（天会十三年）正月，金太宗完颜吴乞买驾崩，金太祖完颜阿骨打的孙子完颜亶继位，他就是金熙宗，兀术开始入主中枢。而此时，完颜昌和宗磐执掌大权，两人力主议和，以陕西河南之地归还宋朝为条件逼宋议和，遣使张通古出使南宋。第二年（1136年），宋高宗派遣端明殿学士韩肖胄奉上表称谢，并遣使王伦等出使金国要求归还宋徽宗的梓宫以及母亲韦氏和兄弟。
紹興九年（1139年），宋高宗與金議和，南宋向金稱臣納貢。完颜昌和宗磐的行为遭到很多人的反对，兀术察觉完颜昌接受南宋的贿赂，才决定将河南陕西归还南宋为条件，奏请诛杀完颜昌，恢复之前的疆域。于是金熙宗以谋反罪，诛宗磐、宗隽，解除完颜昌兵权。拜兀术为都元帅，封越国王。完颜昌想从燕京跑到南宋去，兀术派追兵追杀，在半路上杀死完颜昌。完颜昌被诛杀之后，兀术进封太子太保，领行台尚书省，兼都元帅。
兀术掌握大权之后，向金熙宗要求讨伐南宋，于是金熙宗再一次发动对宋的战争，出兵夺回原交还宋朝的河南、陕西之地。。1140年，宋金大战又起，开战一个月之后，金军重新占领河南陕西等地。兀术进入汴京，企图渡淮南下继续攻宋。结果先在顺昌被刘锜击败，又在郾城和颍昌被岳家军击败，岳飞挥师北伐，一直打到开封附近的朱仙镇。此时，兀术已经逃出开封，眼看故都开封收复在即，但是宋高宗命令岳飞立刻撤军，并连发十二道金牌，岳飞收到命令，愤惋泣下，朝东往“行在”临安府的方向一再行拜礼：“十年之力，废于一旦。”不得不下令班师。
河南暂平之后，兀术入朝，金熙宗南巡燕京（今北京），兀术回军时候，金熙宗赐予兀术御酒甲胄弓矢良马，在饯行宴会上，左丞相完颜希尹与兀术言语相忤，兀术大怒。次日向皇后裴满氏辞行时，详述其事，言希尹有不轨言行。兀术走后，皇后向熙宗奏明，熙宗派人追回宗弼，许兀术诛杀希尹。遂杀希尹及其二子，又杀了希尹的心腹右丞萧庆及子。
翌年，兀术升为左丞相兼侍中，仍任都元帅，领行台尚书省事。完颜兀术乘各路宋军奉诏南撤之机，率骑兵号称10余万，再次进攻南宋，结果在柘皋被宋军击败。宋将张俊乘胜追击，部下王德和杨沂中在濠州遭金军伏击，张俊部出兵救援。杨沂中、王德只身逃回，部众大部被歼。韩世忠奉命从楚州率部赶到濠州时，败局已无可挽回。金军还企图阻断其归路，韩军且战且退，又回师楚州。待命舒州的岳飞得知战局变化即挥师北上。十二日，岳家军抵达濠州以南的定远县，金军闻风渡淮而去。杨沂中部败于金军后，也于十二日从宣化渡江返回杭州。张俊于十四日渡江返回建康。刘锜部在和州稍作停留，于十八日从采石返回太平州。
战后，宋金开始商谈和议，完颜兀术要求“必杀岳飞，方可议和”。但有关史实存有爭议。绍兴十一年（1141年）宋高宗夺韩世忠、岳飞的兵权，掌握军队。秦桧乃诬岳飞谋反，将其下狱，由于找不到证据而无审讯结果，最终岳飞被宋高宗以“莫须有”的罪名于绍兴十一年农历十二月廿九（1142年1月27日）除夕之夜，在杭州大理寺风波亭以鸩赐死。岳云及张宪则在绍兴十一年冬十一月二十七日遭到斩首。绍兴十一年十一月，金朝派使者到临安，谈判议和条件，宋高宗派遣端明殿学士何铸等进誓表，其表曰：“臣构言，今来画疆，合以淮水中流为界，西有唐、邓州割属上国。自邓州西四十里并南四十里为界，属邓州。其四十里外并西南尽属光化军，为弊邑沿边州城。既蒙恩造，许备籓方，世世子孙，谨守臣节。每年皇帝生辰并正旦，遣使称贺不绝。岁贡银、绢二十五万两、匹，自壬戌年为首，每春季差人般送至泗州交纳。有渝此盟，明神是殛，坠命亡氏，踣其国家。臣今既进誓表，伏望上国蚤降誓诏，庶使弊邑永有凭焉。”于是金国接受合议。                       
金熙宗皇统二年（1142年）完颜兀术还朝，官拜太傅，独掌军政大权。兀术派遣左宣徽使刘筈初时南宋，以衮冕圭宝佩璲玉册册封赵构为南宋皇帝。其册文曰：
“皇帝若曰：咨尔宋康王赵构。不吊，天降丧于尔邦，亟渎齐盟，自贻颠覆，俾尔越在江表。用勤我师旅，盖十有八年于兹。朕用震悼，斯民其何罪。今天其悔祸，诱尔衷，封奏狎至，愿身列于籓辅。今遣光禄大夫、左宣徽使刘筈等持节册命尔为帝，国号宋，世服臣职，永为屏翰。呜呼钦哉，其恭听朕命。”此通告昭告天下。这一次和议因为在宋高宗绍兴年间签订，故称“绍兴和议”。
“绍兴和议”之后，金熙宗赐予完颜宗弼人口牛马各千、骆驼百头、羊万只，将每年南宋进贡岁币中银绢各分出两千两赐予兀朮。
1146年8月，因为蒙古诸部侵略金国北部边疆，完颜宗弼率领金军并带上神臂弓弩手八万人讨蒙古，但是无法攻克，这一月，令汴京行台尚书省事萧保寿努与蒙古议和，割西平河以北二十七团寨与之，岁遗牛羊米豆，且册其长为蒙古国，蒙古不受。1147年3月，金人与蒙古始和，金国赐予蒙古丰盛的物资，有牛、羊、米、豆、绵、绢等。于是蒙古长鄂罗贝勒自称祖元皇帝，改元天兴。金人用兵连年，卒不能讨，但遣精兵分据要害而还。
后来完颜宗弼上表乞求致仕，金熙宗不许，厚赏之。皇统七年（1147年），封兀术为太师，领三省事，都元帅、领行台尚书省事。皇统八年十月初七（1148年11月19日），完顏兀朮在上京會寧府病亡，諡忠烈。葬於燕京九龍峰下（今日北京市房山区周口店镇龙门口村北的九龙山主峰下）。子完颜亨。

## 评价
宗弼蹙宋主于海岛，卒定画淮之约。熙宗举河南、陕西以与宋人，矫而正之者，宗弼也。宗翰死，宗磐、宗隽、挞懒湛溺富贵，人人有自为之心，宗干独立，不能如之何，时无宗弼，金之国势亦曰殆哉。世宗尝有言曰：“宗翰之后，惟宗弼一人。”非虚言也。

## 文学作品中的形象
完颜宗弼，民间常称为金兀术、四太子，是民间通俗文艺作品《岳飞传》中的岳飞的主要对手，大反派之一。
鲁迅在杂文《补白》中写到：“记得宋人的一部杂记里记有市井间的谐谑，将金人和宋人的事物来比较。譬如问金人有箭，宋有什么？则答道，“有锁子甲”。又问金有四太子，宋有何人？则答道，“有岳少保。”临末问，金人有狼牙棒（打人脑袋的武器），宋有什么？却答道，“有天灵盖”！自宋以来，我们终于只有天灵盖而已，现在又发现了一种“民气”，更加玄虚飘渺了。”

## 家族

### 妻妾
- 次妃：趙圓珠，北宋儀福帝姬

### 子女
- 完顏亨，完顏承麟的祖父
- 完颜伟[7]，世宗时尚在，对当时太子、诸王效法汉人文士赋诗，渐失勇力大为不满。
- 寿康公主完顏蒲刺，原封静乐县主，原有夫，不知其名，被海陵王强占为淑妃位
- 完顏习捻，嫁稍喝押，被海陵王强占
- 永安县主，嫁纥石烈志宁